# Tafirira
Tafirira és el nom històric de la regió on està situada la ciutat de Kano, a Nigèria.
El nom s'emprava al segle xix, però va desaparèixer durant el segle xx. Louis Monteuil hi va estar el 1891 durant la seva exploració de la línia Say-Barroua que marcava les zones britànica i francesa al nord de Nigèria.